# Energie- und Wasserversorgung Bünde
Die Energie- und Wasserversorgung Bünde GmbH (EWB) ist ein kommunales Versorgungsunternehmen, das die Einwohner im ostwestfälischen Bünde, Kirchlengern, Rödinghausen und Spenge sowie Melle und Bad Essen aus dem Landkreis Osnabrück mit ihren Produkten beliefert und etwa 81 Mitarbeiter beschäftigt.

## Das Unternehmen

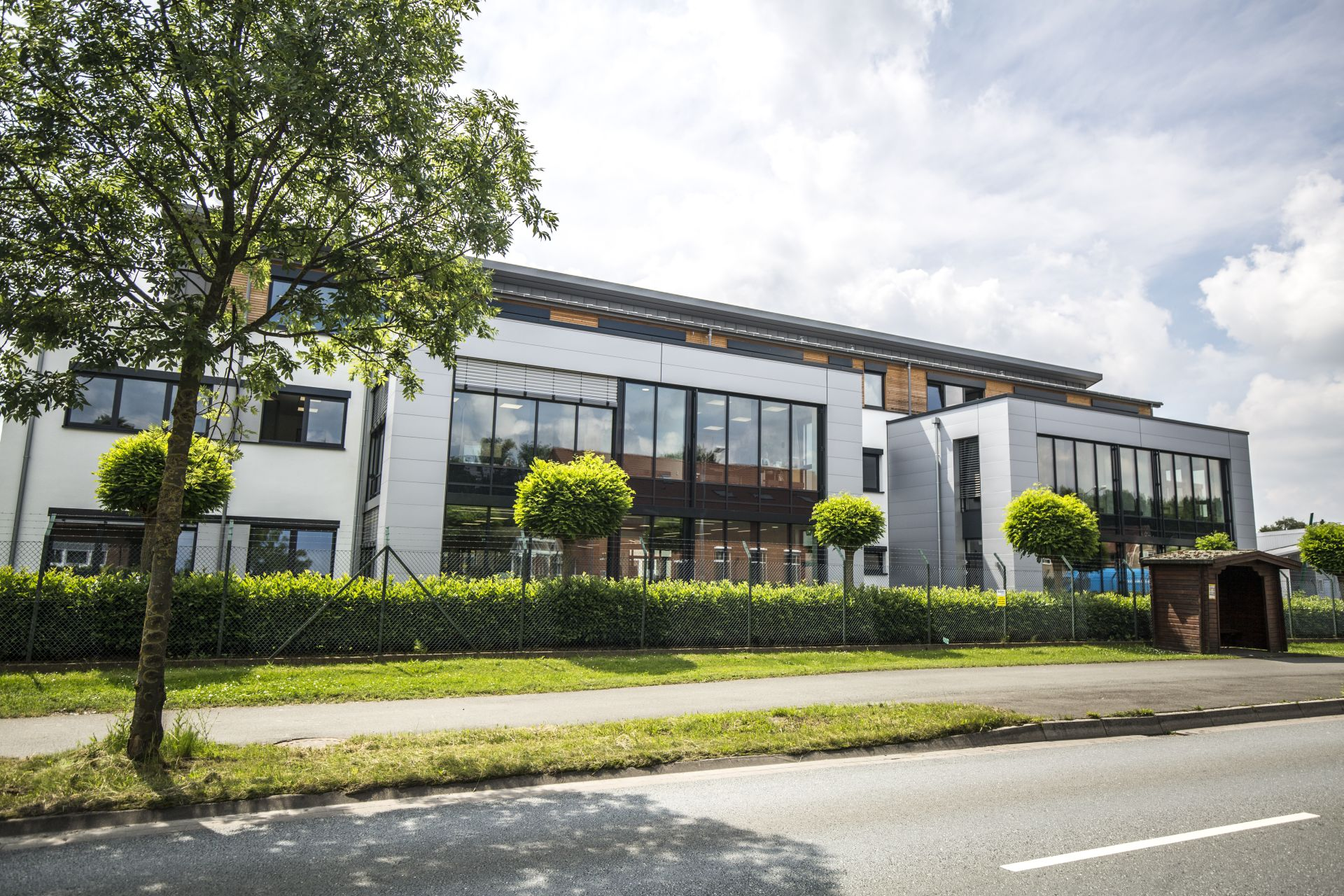
Das 2016 errichtete Verwaltungsgebäude der Energie- und Wasserversorgung Bünde GmbH

Das kommunale Versorgungsunternehmen Energie- und Wasserversorgung Bünde GmbH versorgt die Einwohner in Bünde, Kirchlengern, Rödinghausen und Spenge mit Gas. Das Wasserversorgungsgebiet erstreckt sich auf die Stadt Bünde sowie die Gemeinden Kirchlengern und Rödinghausen. Seit 1. März 2010 bietet die EWB im gesamten Versorgungsgebiet auch Strom an. Seit Dezember 2010 wird Gas und Strom auch nach Bad Oeynhausen, Löhne, Melle, Bad Essen und viele weitere Städte geliefert.
Das Unternehmen steht für die Versorgung mit Erdgas, Wasser und Wärme sowie der Lieferung von Strom, ferner für die Wahrnehmung von zukunftsorientierten und innovativen Energie- und Wärmeversorgungsaufgaben. So betreibt die EWB z. B. gemeinsam mit ihrem Kooperationspartner Westfalen Weser Netz (WWN) sechs öffentliche Elektro-Ladesäulen: am Standesamt Bünde, auf dem Parkplatz an der Pauluskirche, am Freibad Bünde-Mitte, am Stadtgarten, am AquaFun Kirchlengern und vor dem EWB-Kundencenter in Ahle.

## Geschichte

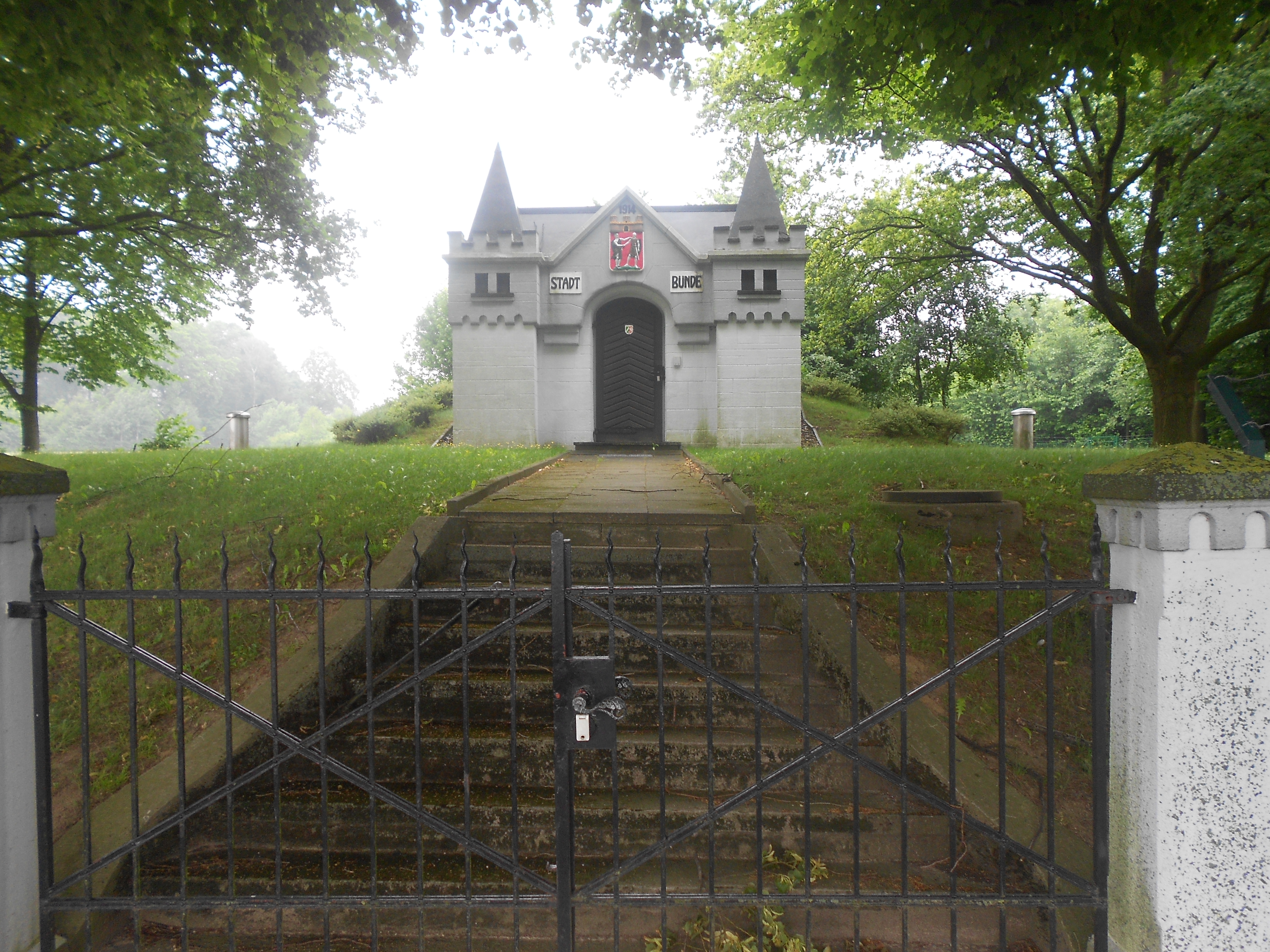
Wasserwerk in Spradow. Es ist Teil der Denkmalliste von Bünde, Nr. T1.

1963 wurde die Energie- und Wasserversorgung Bünde GmbH gegründet (vorher Stadtwerke Bünde), doch die Historie reicht noch viel weiter zurück. 2013 feierte das Unternehmen sein 50-jähriges Bestehen als GmbH und gleichzeitig 110 Jahre Wasserversorgung. In puncto Gasversorgung kann die Energie- und Wasserversorgung Bünde GmbH sogar auf eine 120-jährige Geschichte zurückblicken. Die Gasversorgung in Bünde und Ennigloh ging aus der Beleuchtungsanstalt hervor. Von ihr bezogen die Menschen in den Anfangsjahren (1893 gegründet) ihr Leucht-, Koch- und Kraftgas. Zehn Jahre später (1903) wurde das Wasserwerk Bünde gegründet. Auf dem Hüller wurde die erste Brunnenbohrungen durchgeführt. Die Geländehöhe in Kirchlengern, 60 m über dem Stadtkernniveau, bot sich zur Errichtung des ersten Hochbehälters an, da dort ein natürlicher Zufluss ohne die Verwendung von Pumpen möglich war. Der steigende Wasserbedarf machte daraufhin den Bau des Wasserwerkes in Spradow im Jahre 1914 erforderlich. Doch auch dies reichte nicht aus. Deshalb folgte der Bau der Wasserwerke Kirchlengern-Hüller (1925), Muckum-Habighorst (1928) und Muckum-Billerke (1936) in den folgenden Jahrzehnten. Nach der Umgründung der Stadtwerke Bünde in Energie- und Wasserversorgung Bünde GmbH im Jahre 1963 begann auch der Ausbau der zentralen Wasserversorgung in den Gemeinden Bünde, Kirchlengern und Rödinghausen. Im Jahr 2016 wurde das neue Kundenzentrum mit angeschlossenem Verwaltungsgebäude fertiggestellt.

## Struktur
Gesellschafter sind zu 83,1 Prozent die Bünder Bäder GmbH, eine 100-prozentige Tochtergesellschaft der Stadt Bünde und zu 16,9 Prozent die Gemeinde Kirchlengern. Geschäftsführerin der EWB ist Marion Kapsa (seit 1. Dezember 2019). Aufsichtsratsvorsitzende ist Bündes Bürgermeisterin Susanne Rutenkröger.

## Zahlen
Der Umsatz (einschließlich Energiesteuer) der Energie- und Wasserversorgung Bünde betrug im Jahr 2020 rund 67,7 Millionen Euro. Das Versorgungsunternehmen lieferte dafür 748.249.900 kWh Gas und 3.398.900 m³ Wasser. Im Strombereich wurden 104.850.500 kWh an 14.600 Kunden geliefert. Zusätzlich wurde 29.396.800 kWh Wärme zu den Kunden abgesetzt.
Das Unternehmen beschäftigte 2020 81 Mitarbeiter und 6 Auszubildende.